# British South Africa Company
Pour les articles homonymes, voir BSAC.
La British South Africa Company (BSAC), créée en 1889 par Cecil Rhodes, et agréée par charte royale, a pour but la colonisation et l’exploitation économique des territoires situés au nord du Transvaal. 

## Historique
En 1890, elle équipe la colonne de pionniers chargée de prendre le contrôle des terres dont l'exploitation avait été concédée par le chef shona Lobengula aux émissaires de Cecil Rhodes. En 1896, la BSAC fait face à une rébellion, animée notamment par Nehanda Nyakasikana, et qui échoue.
Recrutant sa propre armée, défaisant les Matabélés et les Shonas au nord du fleuve Limpopo, la BSAC met ensuite en place toute l’administration des territoires baptisés Rhodésie du Nord (future Zambie), Rhodésie du Sud (futur Zimbabwe) et Nyassaland (futur Malawi). 

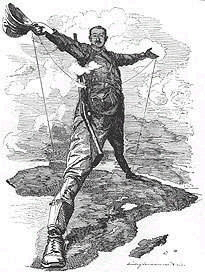
L'Afrique du Cap au Caire selon Cecil Rhodes

En 1914, la charte est renouvelée pour dix ans avec une clause réservée stipulant que le pays pourrait devenir autonome avant la fin de la décennie. 
En 1923, les colons de Rhodésie du Sud obtiennent ces droits politiques. La Rhodésie du nord et le Nyassaland deviennent des protectorats. La BSAC cesse alors ses fonctions administratives, au soulagement de ses actionnaires qui n'avaient pu percevoir de dividendes. 
En 1933, la BSAC vend ses droits d'exploitations en Rhodésie du Sud au gouvernement de cette colonie. 
En 1964, elle est forcée de céder ses droits d'exploitation en Rhodésie du Nord au nouveau gouvernement de la Zambie indépendante. 
En 1965, la BSAC fusionne avec la Central Mining & Investment Corporation Ltd et la Consolidated Mines Selection Company Ltd pour former une nouvelle société, la Charter Consolidated Ltd, un conglomérat minier et industriel dont un tiers des actions est détenu par l’Anglo American Company, une compagnie minière sud-africaine.